# International Roller Contest Lausanne
L'International Roller Contest Lausanne o IRCL è stata una delle più importanti competizioni di pattinaggio freestyle a livello internazionale. Nato nel 1994 si è svolto nella cittadina Svizzera di Losanna fino al 2002 (anno in cui è stato annullato per maltempo) e ha visto la partecipazione dei migliori pattinatori europei.